# Harlow Shapley
Harlow Shapley [hérlou šépli], ameriški astronom, * 2. november 1885, Nashville, Misuri, ZDA, † 20. oktober 1975, Boulder, Kolorado, ZDA.

## Življenje in delo
Shapley je izhajal iz kmečke družine. Pri 16. letih je pustil šolo in postal novinar v Kansasu. Skušal se je vpisati na univerzo za novinarstvo, a je ugotovil, da bi moral čakati celo leto, preden bi bil sprejet. Ker ni hotel izgubljati časa, se je namesto novinarstva odločil za astronomijo. Tako je postal astronom skoraj popolnoma naključno.
Po diplomi na Univerzi Misurija je odšel na Univerzo Princeton, kjer je sodeloval z Russllom pri raziskavah spremenljivk in dvojnih zvezd. Trdil je, da so kratkoperiodične kefeide pulzirajoče zvezde, in ne prekrivalna dvozvezdja kot npr. Algol, kjer ena zvezda zatemni drugo. S to tezo je leta 1914 doktoriral in se zaposlil kot astronom na Observatoriju Mount Wilson.
Leta 1918 je raziskoval razvrstitev zvezdnih meglic v Vesolju. Leta 1921 je od nedavno umrlega Pickeringa prevzel mesto predstojnika Observatorija Kolidža Harvard (HCO) in bil profesor astronomije na Univerzi Harvard, Cambridge, Massachusetts. Predstojnik HCO je bil vse do leta 1952.
Poleg tega se je ukvarjal s proučevanjem zunajgalaktičnih meglic in s problemi zgradbe Vesolja. V tem času se je poglobil v raziskave oblike in velikosti krajevne Galaksije. Proučeval je predvsem kroglaste kopice – velike sestave zvezd, ki ležijo na robu krajevne Galaksije. Večina kroglastih kopic vsebuje kratkoperiodične spremenljivke tipa RR Lire, s pomočjo katerih je Shapley določil njihovo oddaljenost. Zvezo med navideznim sijem in periodo sija kefeid, ki jo je odkrila Leavittova, je izrazil z njihovim absolutnim izsevom. Odkril je, da kroglaste zvezdne kopice niso popolnoma okrogle. Iz meritev je ocenil premer krajevne Galaksije. Danes se ve, da znaša približno 100.000 do 80.000 svetlobnih let. Skupaj s Searesom je na Observatoriju Mt. Wilson raziskoval zgradbo krajevne Galaksije in vse bolj je postalo jasno, da Sonce ni v središču krajevne Galaksije. S proučevanjem prostorske porazdelitve zvezdnih gruč sta odkrila, da tvorijo kroglo s središčem na galaktični ravnini, na razdalji kakšnih 30.000 pc od Sonca. Izsledki raziskovanja simetrije in dinamike so vodili k sklepu, da je ta točka središče zvezdnega sistema, da je Sonce oddaljeno od središča krajevne Galaksije 30.000 pc in da so razsežnosti krajevne Galaksije približno 10-krat večje od Kapteynovih vrednosti iz začetka 20. stoletja.
Leta 1918 je predlagal svoj model krajevne Galaksije. Novejša ocena oddaljenosti Sonca od jedra krajevne Galaksije je 32.000 svetlobnih let. Leta 1920 so na Nacionalni akademiji znanosti v Washingtonu pripravili slavno »Veliko razpravo« med Shapleyjem in Hebrom Curtisom. Curtis je trdil, da so zvezdne meglice prave galaksije in da je krajevna Galaksija veliko manjša, kot jo je ocenil Shapley. Izkazalo se je, da je imel Shapley prav glede velikosti, a tudi Curtis se ni motil, ko je trdil, da spiralne galaksije ležijo daleč stran od Rimske ceste. To je potrdil nekaj let kasneje leta 1922 Hubble z 2540 mm zrcalnim daljnogledom na Mt. Wilsonu. Shapley je sprejel ta dokaz in se posvetil nadaljnjemu delu.
Odkril je dve pritlikavi galaksiji v Kiparju in Peči, ki sta članici Krajevne jate, kamor spada poleg krajevne Galaksije, še galaksija v Andromedi in več kot 30 drugih manjših galaksij, ki se ne oddaljujejo druga od druge.
V svojih delih je obdeloval tudi probleme fotometrije in zvezne spektroskopije. Ocenil je, da mora zemeljsko ozračje zajeti vsak dan na tisoče milijonov utrinkov, izmed katerih je kvečjemu eden izmed stotih dovolj svetel, da se ga lahko opazi s prostim očesom.
Leta 1932 je z Adelaideo Amesovo izdal seznam 1249 svetlih galaksij. Katalog je pokazal, da je porazdelitev galaksij, svetlejših od 13m, severno in južno od Galaktične ravnine, čisto drugačna. Njuno delo je prvo pokazalo da Vesolje verjetno vsebuje znaten delež nehomogenih in izotropičnih območij. Najbolj pomembna značilnost kart, ki sta jih izdelala leta 1938, je bila jata v Devici (Virgo), kjer so se območja širila navzven na obe strani od jate z dolžino večjo od 510 svetlobnih let. Pozneje so Holmberg, de Vaucouleurs in George Abell odkrili prvo Krajevno superjato. Iz kart Shapleyja in Amesove so bile razvidne tudi tri neodvisne zgostitve galaksij, ločene superjate vidne iz daljave. Astronomi sedaj verjamejo, da superjate napolnjujejo približno 10 % prostornine Vesolja. Večina galaksij, gruč in jat pripada superjatam, prostor med njimi pa je relativno prazen. Velikost superjat se spreminja v območju nekaj 10 milijard svetlobnih let. Verjetno v zgodnjem Vesolju ni bilo dovolj časa, da bi na razdaljah večjih od superjat postalo nehomogeno. Superjate so dinamično neuravnovešene tvorbe, kar pomeni, da v njih ni bilo mešanj snovi, ki so značilna za sestave, dovolj premešanih z večkratnimi prehodi.
Rusko-ameriški psihiater Immanuel Welikowsky (Emanuel Velikovski) je leta 1949 obiskal Shapleyja, da bi prebral njegov rokopis knjige Trčenje svetov, Shapley pa je odklonil, ker je menil, da je teorija premalo podkrepljena z zanesljivimi podatki. Ko se je Shapley upokojil, se je ukvarjal s pisanjem knjig in postal eden najpriljubnejših pisateljev. Zelo presenetljivo je, da so ga leta 1950 obtožili komunističnega simpatizerstva v obdobju preganjanja, ki ga je vodil senator Joseph McCarthy, vendar so ga oprostili vseh obtožb.
Shapley se je dolgo zanimal tudi za mirmekologijo, entomološko vejo, ki se ukvarja s proučevanjem mravelj.

## Priznanja

### Nagrade
Leta 1926 je prejel medaljo Henryja Draperja, leta 1934 mu je Kraljeva astronomska družba (RAS) podelila zlato medaljo, leta 1939 pa je prejel medaljo Bruceove.

### Poimenovanja
Po njem se imenuje asteroid notranjega dela glavnega asteroidnega pasu 1123 Shapleya in udarni krater Shapley na Luni.